# 4ª Divisione corazzata (Siria)
La 4ª Divisione Corazzata in (arabo: الفرقة الرابعة, Al-Firqa ar-Rābiʿah) è una divisione d'élite dell'Esercito arabo siriano, il cui principale compito è di proteggere il governo siriano da minacce interne ed esterne.

## Storia
la divisione ha le sue origini nelle Compagnie di difesa siriane comandate dal generale Rifa'at al-Assad. Dopo l'espulsione di Rifa'at dalla Siria nel 1984, le compagnie di difesa sono state riorganizzate nella 569ª divisione corazzata, e in seguito nella 4ª divisione corazzata.
la 4ª divisione corazzata è considerata come la migliore addestrata ed equipaggiata unità dell'Esercito arabo siriano. La 4ª divisione corazzata, la Guardia repubblicana e il Direttorato d'Intelligence militare costituiscono il cuore delle forze di sicurezza della Siria. Come risultato, la 4ª divisione è composta principalmente da ufficiali provenienti dalla fede alauita come i membri della famiglia Assad. Circa l'80% dei soldati e degli ufficiali della divisione sono di fede alauita e circa il 90% dei soldati sono di carriera, in contrasto con i coscritti che rappresentano la maggior parte dell'Esercito siriano.
la divisione ha base a sud di Damasco, che copre circa 91 chilometri di spazio e che include diversi bunker di montagna. La sua principale entrata e localizzata vicino ad un villaggio chiamato Al Horjelah.

## Ordine di battaglia
- 40ª brigata corazzata
- 41ª brigata corazzata
- 42ª brigata corazzata
- 138ª brigata meccanizzata
- 154º reggimento d'artiglieria
- 63º reggimento d'artiglieria
- 555º reggimento di forze speciali (aviotrasportato)
- leoni di protezione (commando), formato nel maggio del 2014
- Scudo nazionale
- Harakat Hezbollah al-Nujaba[7]

## Ruolo nella guerra civile siriana
durante la Guerra civile siriana, la 4ª divisione corazzata ha assunto un ruolo chiave nel tentativo di reprimere l'insurrezione, venendo inviata a reprimere le proteste nella città di Dar'a, la città costiera di Baniyas, la provincia centrale di Homs e nella provincia nord di Idlib. Gli ufficiali alauiti provenienti dalla 4ª divisione corazzata sono stati spostati in altre formazioni dell'Esercito siriano, in un tentativo da parte del governo di tenere sott'occhio e di tenere saldamente sotto controllo alcune formazioni di prevalenza sunnita, con gli ufficiali da relatori riguardo alla paura delle divisioni di inviare i soldati in prima linea.
Sia la 4ª divisione corazzata che i suoi componenti sono stati accusati di compiere abusi di diritti umani durante l'insurrezione siriana, come ad esempio arresti arbitrari e percosse, e la fucilazione di protestanti inermi. L'uso di questi metodi da parte dei militari siriani ha causato sanzioni e divieti di viaggio a diversi ufficiali della divisione.
a luglio del 2013 un articolo di giornale controllato dal governo siriano ha affermato che Maher al-Assad è comandante delle truppe ad Aleppo e nel teatro d'operazione di Homs.